# Ignazio Paleari
Ignazio Paleari, né le 13 février 1954 à Besana in Brianza (Lombardie) et mort le 29 octobre 2019,, est un coureur cycliste italien, professionnel de 1977 à 1980.

## Palmarès
- 1974
  - 3e du Trophée Raffaele Marcoli
- 1975
  - Targa d'Oro Città di Legnano
- 1976
  - Gran Premio Comune di Volpiano
  - Gran Premio Somma
  - 3e du Gran Premio Industria e Commercio Artigianato Carnaghese
- 1978
  - 2e de la Cronostaffetta
- 1980
  - Prologue du Tour d'Andalousie (contre-la-montre par équipes)

## Résultats sur les grands tours

### Tour de France
1 participation
- 1979 : abandon (3e étape)

### Tour d'Italie
3 participations
- 1977 : 121e
- 1979 : 73e
- 1980 : 72e

### Tour d'Espagne
1 participation
- 1978 : 52e